# کاردیومیوپاتی الکلی
کاردیومیوپاتی الکلی نوعی بیماری است که در آن سوء مصرف درازمدت الکل (یا به عبارتی اتانول) منجر به نارسایی قلبی می‌شود. کاردیومیوپاتی الکلی نوعی از کاردیومیوپاتی اتساعی (کاردیومیوپاتی دیلاتاتیو) است. به دنبال اثرات سمی مستقیم الکل بر بافت قلبی، قلب نمی‌تواند خون را به نحو موثری پمپ کند که این مسئله منجر به نارسایی قلبی می‌شود. این مسئله باعث می‌شود بخش‌های دیگر بدن نیز دچار مشکل شوند. این بیماری در مردان ۳۵ تا ۵۰ ساله شیوع بیشتری دارد.

## نشانه‌ها
علائم معمولاً در مراحل پیشرفته بیماری بروز می‌کنند. علائم این بیماری مانند علائم سایر انواع کاردیومیوپاتی هستند. این علائم عبارتند از:
- خیز پاها، مچ پا و ساق‌ها
- ادم عمومی بدن
- کاهش اشتها
- تنگی نفس، بویژه در هنگام فعالیت بدنی
- خستگی، ضعف و غش
- دشواری تنفس در وضعیت درازکش
- سرفه همراه با خلط یا ترشحات صورتی رنگ
- کاهش حجم ادرار (اولیگوری)
- نیاز به برخاستن‌های مکرر و ادرار کردن در طی شب (ناکچوری)
- تپش قلب یا نامنظمی نبض

## تشخیص
صداهای غیر طبیعی قلب، سوفل، غیرطبیعی بودن نوار قلب (ECG), بزرگی قلب در عکس قفسه سینه.
با اکوکاردیوگرافی و کاتتریزاسیون قلب یا آنژیوگرافی می‌توان انسداد عروق کرونری قلب را رد کرد. سابقه سوء مصرف الکل می‌تواند تشخیص را تایید کنند.

## درمان
شامل تغییر سبک زندگی، ازجمله قطع مصرف الکل، رژیم کم نمک و محدودیت مصرف مایعات و همچنین تجویز دارو است. داروهای مؤثر عبارتند از : آنتاگونیست ACE, بتابلاکرها، و دیورتیک‌ها (داروهای مدر). این داروها که در فرم‌های دیگر کاردیومیوپاتی هم استفاده می‌شوند باعث کاهش فشار بر روی قلب می‌شوند. در افراد مبتلا به نارسایی اتساعی قلب می‌توان از دفیبریلاتورهای قلبی کاشتنی (ICD) یا پیس میکر نیز استفاده کرد. در مواردی که نارسایی قلبی پیشرونده و برگشت‌ناپذیر باشد، پیوند قلب می‌تواند مدنظر قرار گیرد. درمان می‌تواند تا حد زیادی جلوی پیشرفت بیماری را بگیرد و کاردیومیوپاتی در صورت قطع کامل مصرف الکل تا حد زیادی برگشت‌پذیر است.